# عبد العزيز الحمحمي
عبد العزيز حمد الحمحمي (مواليد 28 يوليو 1998) لاعب كرة قدم إماراتي يجيد اللعب في الظهير الأيسر مع نادي كلباء.
مثل سابقاً نادي الوحدة في الفئات السنية و لعب بعدها مع نادي بني ياس ونادي كلباء.